# 1992年夏季奥林匹克运动会中国代表团
1992年夏季奥林匹克运动会中国代表团参加1992年在西班牙巴塞罗那舉行的第25届夏季奥林匹克运动会。代表团共有244名运动员，参加23个大项里的144个体育项目，最终获得了16枚金牌，名列奖牌榜第4名。